# Cis hispidus
Cis hispidus is een keversoort uit de familie houtzwamkevers (Ciidae). De wetenschappelijke naam van de soort werd in 1798 gepubliceerd door Gustaf von Paykull.